# Aristolochia reticulata
Aristolochia reticulata är en piprankeväxtart som beskrevs av Thomas Nuttall. Aristolochia reticulata ingår i släktet piprankor, och familjen piprankeväxter. Inga underarter finns listade i Catalogue of Life.